# DN2K
DN2K este un drum național din România, aflat în întregime în județul Suceava, și care leagă orașele Solca și Milișăuți. Mai departe, prin DN2H, leagă Solca de DN2.